# Lac Delage
Pour l’article ayant un titre homophone, voir Lac-Delage.
Le lac Delage est situé au nord de la ville de Québec. Il couvre une superficie de 0,49 km2, a une profondeur maximale de 26 m et est alimenté par cinq affluents principaux. L’émissaire du lac, la rivière Delage, se jette dans le lac Saint-Charles. Le couvert forestier est très présent et les pentes sont de moyennes à fortes.
La ville de Lac-Delage s’étend tout autour du lac.

## Histoire
Avant 1959, le lac était appelé le « Lac Larron ».

## Qualité de l'eau
La qualité bactériologique de l’eau du lac Delage est bonne puisque la densité de coliformes fécaux varie entre 5 et 13 UFC par 100 ml, bien en dessous des exigences de 200 UFC par 100 ml pour le contact primaire avec le plan d’eau. On note également une amélioration de la transparence de l’eau et de l’oxygénation depuis le début des années 1980. Toutefois, ce phénomène contribue à la propagation du « myriophylle à épi » dans le lac. L’amélioration de la qualité de l’eau pourrait être due en grande partie à la diminution importante des activités de déboisement et de développement domiciliaire. La station d'épuration du lac Delage est en service depuis 1991.
Le calcul du niveau trophique du lac le situe au début du stade mésotrophe.Toutefois, le phosphore ne semble pas être en cause dans ce processus puisque les concentrations dans le lac sont faibles, tout comme dans les tributaires. À cet égard, un règlement municipal de Lac-Delage, adopté en 2001, interdit l’utilisation de pesticides et de fertilisants sur le territoire de la municipalité, sauf en de rares exceptions pour les pesticides et à plus de 30 m des cours d’eau pour les fertilisants. Les populations de poissons présentes dans le lac sont typiques des lacs mésotrophes. On y observe la présence d’espèces assez tolérantes (la perchaude, le brochet et le crapet-soleil) et tolérantes (meuniers), mais aucun salmonidé.
La municipalité de Lac-Delage possède un système d’aqueduc municipal qui relie la grande majorité de la population. L’eau utilisée pour la consommation dans l’ensemble de la municipalité provient majoritairement des eaux souterraines (puits
municipal et puits individuels), mais aussi du lac Delage. La municipalité possède également son propre système d’évacuation
des eaux usées, bien que certaines unités de logement ne soient pas desservies. L’eau qui circule dans le réseau d’égouts municipal est acheminée vers des étangs aérés situés près de la décharge du lac. Si l’efficacité du traitement convient au ministère du Développement durable, de l'Environnement et des Parcs du Québec, il semble cependant que la charge en phosphore de l’effluent contribue à la prolifération d’algues en aval.